# Мирненська сільська рада (Гуляйпільський район)
| Мирненська сільська рада — колишній орган місцевого самоврядування у Гуляйпільському районі Запорізької області з адміністративним центром у с. Мирне. Сільській раді підпорядковані населені пункти: - с. Мирне - с. Загірне - с. Чарівне |

## Склад ради
Рада складалася з 14 депутатів та голови.

### Керівний склад ради
| ПІБ                        | Основні відомості                                                                       | Дата обрання | Дата звільнення |
| -------------------------- | --------------------------------------------------------------------------------------- | ------------ | --------------- |
| Боговін Наталія Миколаївна | Сільський голова, 1965 року народження, освіта, позапартійна                            | 26.03.2006   | 31.10.2010      |
| Боговін Наталія Миколаївна | Сільський голова, 1965 року народження, освіта середня спеціальна, член Партії регіонів | 31.10.2010   |                 |

Примітка: таблиця складена за даними джерела

## Населення
Згідно з переписом УРСР 1989 року чисельність наявного населення села становила 641 особа, з яких 299 чоловіків та 342 жінки.
За переписом населення України 2001 року в селі мешкало 606 осіб.

### Мова
Розподіл населення за рідною мовою за даними перепису 2001 року:
| Мова       | Відсоток |
| ---------- | -------- |
| українська | 93,94 %  |
| російська  | 6,06 %   |